# 圣欧班勒代潘
圣欧班勒代潘（法語：Saint-Aubin-le-Dépeint，法語發音：[sɛ̃.t‿obɛ̃ lə depɛ̃]）是法国安德尔-卢瓦尔省的一个市镇，位于该省西北部，和萨尔特省接壤，属于图尔区。

## 地理
圣欧班勒代潘（47°38'8"N, 0°23'26"E）面积15.19 平方千米，位于法国中央-卢瓦尔河谷大区安德尔-卢瓦尔省，该省份为法国中西部省份，北起萨尔特省、东北接卢瓦-谢尔省，东南接安德尔省，南至维埃纳省，西临曼恩-卢瓦尔省。
与圣欧班勒代潘接壤的市镇（或旧市镇、城区）包括：奈河畔圣克里斯托夫、圣帕泰尔恩拉康、舍尼、卢瓦河畔诺让。

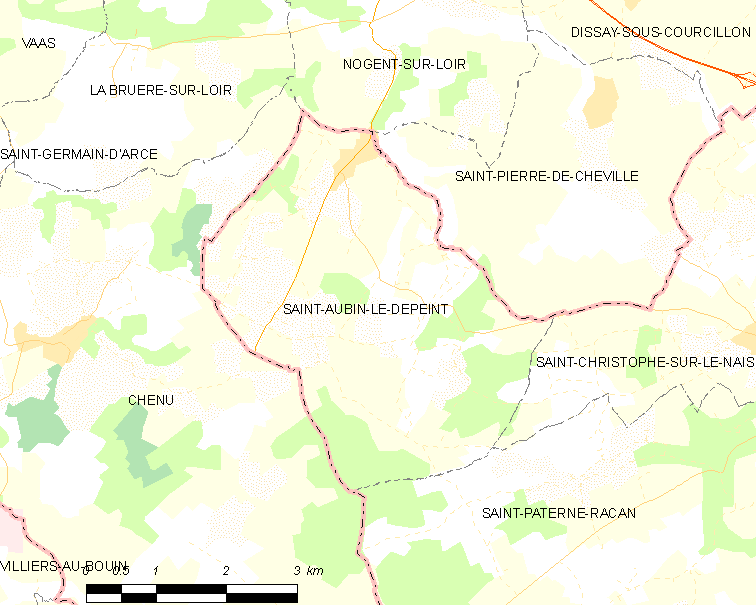
圣欧班勒代潘的OSM定位图

圣欧班勒代潘的时区为UTC+01:00、UTC+02:00（夏令时）。

## 行政
圣欧班勒代潘的邮政编码为37370，INSEE市镇编码为37207。

## 政治
圣欧班勒代潘所属的省级选区为雷诺堡县。

## 人口

1962-2008年间圣欧班勒代潘人口变化图示

圣欧班勒代潘于2022年1月1日时的人口数量为351人。